# 吉宏忠
吉宏忠（1972年10月29日—），男，江苏海安人，中国道士，现任中国道教协会副会长，上海市道教协会会长，中华全国青年联合会常务委员，第十三届全国政协委员。